# Cyanose

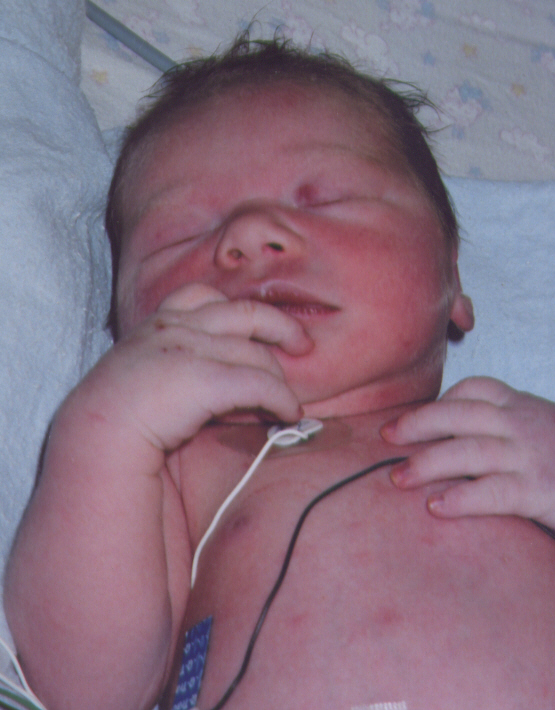
Cyanose

Cyanose of blauwzucht is het blauw kleuren van de huid door de aanwezigheid van gedeoxygeneerd hemoglobine in de bloedvaten in de buurt van het huidoppervlak. Het kan voorkomen in de tenen, ook onder de vingers en in andere extremiteiten (dit wordt perifere cyanose genoemd), of (ook) in de lippen en het gezicht (centrale cyanose).

## Centrale cyanose
Centrale cyanose wijst op een probleem met de circulatie of ademhaling dat leidt tot verminderde oxygenatie van het bloed in de longen of verhoogde zuurstofextractie door vertraagde circulatie van het bloed door de bloedvaten in de huid.
Acute cyanose kan het resultaat zijn van asfyxie of stikken en is een teken dat de ademhaling is geblokkeerd.

## Perifere cyanose
Perifere cyanose wijst op een verminderde doorbloeding in de kleine bloedvaten, bijvoorbeeld wanneer iemands handen erg koud zijn. Dit wordt acrocyanose genoemd en komt soms ook weleens permanent voor bij normale temperaturen.
Perifere cyanose kan ook ontstaan bij ernstig bloedverlies, ernstige anemie of door verminderde oxygenatie wat bijvoorbeeld tijdens hoogtestages gebeurt.
De symptomen kunnen zijn: 
cyanotische (blauwe) verkleuring van de handen, armen, benen, buitenkant van de lippen en rondom de mond en neus,
verminderde capillaire refill >2 seconden en een
koude en klamme huid